# Helm
Helm es un personaje ficticio que pertenece al legendarium creado por el escritor británico J. R. R. Tolkien y cuya historia es narrada en los apéndices de la novela El Señor de los Anillos. Apodado Mano de hierro o Mano de martillo, es el noveno rey que ocupó el trono de Rohan y el último del primer linaje de reyes. Es hijo de Gram, quien murió en el año 2741 de la Tercera Edad del Sol.

## Historia
Durante su reinado se ganó su sobrenombre Mano de Martillo cuando mató de un puñetazo a Freca, un dunlendino con sangre rohírrica que decía ser descendiente del rey Fréawine. Freca planeaba casar a su hijo Wulf con la hija de Helm. Así pues, marchó a Edoras con una gran compañía de guardias, con la intención de intimidar al viejo rey y lograr que este aceptara su propuesta. Sin embargo, y para sorpresa de Freca, Helm se negó. Entonces ambos reyes se intercambiaron insultos, hasta que al final Helm lanzó un puñetazo a Freca en el rostro, que para sorpresa de todos, lo mató instantáneamente.
Pero esta acción no tuvo nada de valorable ni de sabia, pues cuatro años después, Wulf conquistó Rohan e invadiendo Edoras con el apoyo de los habitantes de las Tierras Pardas y de los corsarios que habían llegado navegando a través del Isen, y se proclamó rey de Rohan, mientras Helm se atrincheró en Cuernavilla (una fortaleza ubicada en el desfiladero conocido luego como el Abismo de Helm). Gondor no pudo ayudar puesto que estaban enfrentándose a los corsarios de Umbar que invadían sus territorios por el sur. 
Una vez en Cuernavilla sobrevino un largo invierno, y ante el duro asedio dunlendino los recursos escaseaban y el pueblo llegó a desesperarse. Helm empezó a hacer incursiones solo contra el enemigo. Vestido de blanco y bajo el amparo de las tormentas, asesinó con sus manos desnudas a mucho dunlendinos. Estos ataques a los campamentos dunlendinos eran tan feroces que empezaron a pensar que, como no cargaba armas, era inmune a estas. Antes de cada incursión soplaba el gran cuerno de Cuernavilla y los dunlendinos aprendieron a temerle a este sonido. 
Una noche el cuerno sonó, Helm salió, pero nunca regresó. Cuando el sol salió encontraron al rey congelado, de pie. Aun después de muerto se creía que su espíritu perseguía a sus enemigos, aterrorizándolos hasta la muerte. El montículo donde fue enterrado en Edoras estaba recubierto de simbelmynë, flores que semejaban la nieve donde murió.
La leyenda del regreso de Helm aún era recordada por los dunlendinos y orcos 300 años después, durante el asedio de Cuernavilla en la Guerra del Anillo. Se dice que antes del contraataque de Théoden y Aragorn se sopló el cuerno de la ciudadela, que resonó por todas las cuevas del Bajo y parecía no extinguirse. El atronador sonido aterrorizaba todos los enemigos de Rohan que, a pesar de la ventaja numérica, perdieron la batalla.
Fue sucedido por su sobrino Fréaláf Hildeson, que se convirtió en el primero del segundo linaje de reyes en 2759 T. E., ya que sus hijos Haleth y Háma murieron en la invasión dunlendina.

## Creación y evolución
Durante la elaboración del apéndice A de El Señor de los Anillos, J. R. R. Tolkien redactó tres textos sobre la casa de Eorl, el linaje de los reyes de Rohan. En el primero, escrito rápidamente, tan solo aparece un esbozo breve de la historia de Helm, donde Tolkien cuenta cómo se refugió en Cuernavilla durante el Largo Invierno, la muerte de sus hijos al perderse en la nieve y la derrota de Wulf a manos de Fréaláf. No obstante, en este esbozo no se hace una mención específica a la invasión de Rohan por parte de Wulf y éste se convierte en rey tras la muerte de Helm gracias a la ayuda de los hombres de las Tierras Brunas. En el segundo y tercer textos, Tolkien no hizo cambios en la historia de Helm y finalmente la compuso ab initio al pasar la sección sobre la casa de Eorl a máquina.